# Шкала Фудзиты
Шкала Фудзиты (англ. Fujita scale), также известная как Шкала Фудзиты — Пирсона или F-шкала, была введена профессором Теодором Фудзитой в 1971 году для классификации торнадо. Шкала состоит из 6 категорий: от F0 до F5. Наиболее часто встречаются торнадо категорий F0—F2. Вихри F3—F5 встречаются намного реже.
| Категория | Скорость ветра | Скорость ветра | Скорость ветра | Характеристика | Характеристика           |  |
| Категория | м/ч            | км/ч           | м/с            | Характеристика | Характеристика           |  |
| --------- | -------------- | -------------- | -------------- | --- | ------------------------ |  |
| F0        | 40—72          | 64—116         | 18—32          | Слабый урон. Повреждает дымовые трубы, дорожные знаки и телевизионные вышки, ломает старые деревья, сносит вывески, разбивает окна. | Пример повреждений от F0 |  |
| F1        | 73—112         | 117—180        | 33—50          | Умеренный урон. Срывает крышу с домов, сильно повреждает и/или опрокидывает мобильные и деревянные дома, выбивает окна, перемещает автомобили, вырывает большие деревья с корнем, разрушает лёгкие постройки и гаражи. | Пример повреждений от F1 |  |
| F2        | 113—157        | 181—253        | 51—70          | Значительный урон. Срывает крыши с хорошо построенных домов, разрушает мобильные и деревянные дома, вырывает деревья с корнем, сдувает автомобили. | Пример повреждений от F2 |  |
| F3        | 158—206        | 254—332        | 71—92          | Сильный урон. Срывает крыши и разрушает стены хорошо построенных домов, опрокидывает поезда, разрушает лёгкие дома, вырывает многие деревья с корнем, поднимает автомобили в воздух, искривляет небоскрёбы, срывает лёгкое покрытие с дороги. | Пример повреждений от F3 |  |
| F4        | 207—260        | 333—418        | 93—116         | Разрушительный урон. Разрушает хорошо построенные дома, поднимает в воздух лёгкие дома, может разрушить небоскрёбы, переносит большие деревья на некоторое расстояние, переносит автомобили на некоторое расстояние. | Пример повреждений от F4 |  |
| F5        | 261—318        | 419—512        | 117—142        | Невероятный урон. Колоссальные разрушения: срывает с фундамента и разрушает хорошо построенные дома, переносит автомобили на расстояние более 100 метров, полностью вырывает с корнем все деревья и срывает с них кору, срывает асфальт, может разрушить мосты, разрушает небоскрёбы, сильно повреждает стальные железобетонные конструкции и высокие здания. | Пример повреждений от F5 |  |